# Antonio Tovar Llorente
Antonio Tovar Llorente (Valladolid, 17 de maig de 1911 - Madrid, 14 de desembre de 1985) fou un filòleg, lingüista, historiador i professor universitari espanyol.

## Biografia
Va néixer el 17 de maig de 1911 a la ciutat de Valladolid, fill d'un notari. Per destinacions del seu pare va créixer al País Basc i el País Valencià, on va aprendre l'èuscar i el català. Va estudiar dret a la Universitat Maria Cristina de El Escorial, història a la Universitat de Valladolid i Filologia Clàssica a la Universitat de Madrid, París i Berlín, estudiant sota les ordres de Cayetano de Mergelina, Manuel Gómez Moreno i Ramón Menéndez Pidal.

### Relacions amb el règim franquista i exili
Adscrit al corrent falangista i íntim amic de Dionisio Ridruejo va ser un dels principals responsables de la propaganda del govern de Burgos però la seva decepció amb el règim franquista va anar progressivament en augment. Va obtenir la càtedra de llatí l'any 1942 a Salamanca, de la qual fou rector entre 1951 i 1956, i hi va romandre oficialment fins al 1963, tot i que a principis de la dècada del 1960 ja havia sortit d'Espanya cap a l'exili per les diferències ideològiques amb el règim.
Va ser professor de les Universitats de Buenos Aires entre 1948 i 1949, i de San Miguel de Tucumán entre 1958 i 1959, on va estudiar les llengües indígenes del nord de l'Argentina i va tractar de crear una escola que seguís la seva obra en aquest camp.

### Retorn a Espanya
A la Universitat d'Illinois va ocupar la càtedra de llengües clàssiques entre 1963 i 1965, any en el qual va guanyar la càtedra de llatí de la Universitat Complutense de Madrid, cosa que li va permetre tornar a Espanya. Poc després d'arribar es va trobar amb la revolta estudiantil que va culminar amb la manifestació encapçalada per Enrique Tierno Galván, José Luis López Aranguren, Agustín García Calvo i Santiago Montero Díaz. Quan es va produir l'expulsió de la Universitat d'aquests (els tres primers definitivament i Montero Díaz temporalment), va dimitir en solidaritat i va tornar als Estats Units d'Amèrica, on va estar-s'hi fins al 1967, quan va ser cridat per ocupar la càtedra de lingüística comparada de la Universitat de Tubinga (RFA), en la qual va impartir classes fins a la seva jubilació l'any 1979.
Morí a la seva residència de la ciutat de Madrid el 13 de desembre de 1984.

## Activitat professional
Va dedicar els seus estudis a la filologia clàssica i a una gran quantitat de llengües entre les quals destaquen l'èuscar, el proto-indoeuropeu (i els idiomes d'aquesta família) i altres llengües primitives de la península (com l'iber) i les llengües ameríndies. Parlava una dotzena d'idiomes i tenia nocions d'uns 150.
Va fer crítica literària a la revista Gaceta Ilustrada, en la qual també escrivien Pedro Laín Entralgo, que realitzava la crítica teatral, i Julián Marías Aguilera, que era el responsable de la crítica cinematogràfica.
Membre de la Reial Acadèmia Espanyola de la Llengua en va ocupar la cadira "j", i també va ser membre de l'Acadèmia de la Llengua Basca, l'Euskaltzaindia. Va ser nomenat doctor honoris causa per les Universitats de Buenos Aires, Múnic, Dublín i Sevilla.
L'any 1981 li fou concedit el Premi Goethe per la seva tasca en favor de la llibertat d'investigació i de càtedra. El 1982 fou guardonat amb la Creu de Sant Jordi concedida per la Generalitat de Catalunya, i el 1984 amb el Premi Castella i Lleó de Ciències Socials i Comunicació en la seva primera edició.

## Obres
- En el primer giro (estudio sobre la Antigüedad), Madrid, Espasa Calpe, 1941.
- Vida de Sócrates, Madrid, Revista de Occidente, 1947 (diverses reeds.).
- Estudios sobre las primitivas lenguas hispánicas, Buenos Aires, Instituto de Filología, 1949.
- La lengua vasca, Sant Sebastià, Biblioteca Vascongada de los Amigos del País, 1950.
- Los hechos políticos en Platón y Aristóteles, Buenos Aires, Perrot, 1954.
- Un libro sobre Platón, Madrid, Espasa Calpe, 1956 (reeds.).
- The ancient languages of Spain and Portugal, New York, S.F. Vanni, 1961 (versió en anglès de la de 1949).
- Historia de Grecia (amb Martín Sánchez Ruipérez), Barcelona, Montaner y Simón, 1963 (diverses reeds.).
- Historia del antiguo Oriente, Barcelona, Montaner y Simón, 1963 (diverses reeds.).
- Estudios sobre la España Antigua (amb Julio Caro Baroja, Madrid : CSIC-Fundación Pastor, 1971.
- Historia de la Hispania Romana: La Península Ibérica desde 218 a. C. hasta el siglo V (amb J. M. Blázquez), Madrid, Alianza, 1975 (diverses reeds.).
- Bosquejo de un mapa tipológico de las lenguas de América del Sur, Bogotá, Instituto Caro y Cuervo, 1961.
- Universidad y educación de masas (ensayo sobre el porvenir de España), Barcelona, Ariel, 1968.
- Sprachen und Inschriften. Studien zum Mykenischen, Lateinischen und Hispanokeltischen, Àmsterdam, B.R. Grüner, 1973.
- Iberische Landeskunde. Zweiter Teil. Die Völker und die Städte des antiken Hispanien (continuació de l'Iberische Landeskunde d'Adolf Schulten), 3 vols.: Bética (1974), Lusitania (1976), Tarraconense (1989, póstuma).
- Einführung in die Sprachgeschichte der Iberischen Halbinsel: Das heutige Spanisch und seine historischen Grundlagen, Tübingen, TBL-Verlag Narr, 1977 (diverses reeds.).
- Mitología e ideología sobre la lengua vasca: Historia de los estudios sobre ella, Madrid, Alianza, 1980 (reed. 2007).
- Relatos y diálogos de Los Matacos (chaco argentino occidental). Seguidos de una gramática de su lengua, Madrid, Int. Cultura Hispánica, 1981.
- Catálogo de las lenguas de América del Sur: con clasificaciones, indicaciones tipológicas, bibliografía y mapas (amb la seva esposa, Consuelo Larrucea de Tovar), Madrid, Gredos, 1984.
- Diccionario etimológico vasco (amb Manuel Agud), Sant Sebastià, Gipuzkoako Foru Aldundia, 1991 i 1992.